# Phrator variegatus variegatus
Phrator variegatus variegatus é uma subespécie de insetos coleópteros pertencente à família Carabidae.
A autoridade científica da subespécie é Olivier, tendo sido descrita no ano de 1811.
Trata-se de uma subespécie presente no território português.